# Oleksandr Kondratenko
Oleksandr Pavlovyč Kondratenko (in ucraino Олександр Павлович Кондратенко?; 2 settembre 1974) è un ex giocatore di calcio a 5 ucraino.

## Carriera
Con la nazionale maschile di calcio a 5 dell'Ucraina ha disputato il FIFA Futsal World Championship 1996 in cui la selezione est-europea, al suo primo campionato del mondo, è giunta al quarto posto finale, battuta nella finalina dalla Russia.